# The Legend of Zelda (serie)
The Legend of Zelda (ゼルダの伝説?, Zeruda no Densetsu) è una serie di videogiochi d'avventura di ambito fantastico, creata da Shigeru Miyamoto e Takashi Tezuka nel 1986 per il Nintendo Entertainment System.

Logo ufficiale della serie

La serie divenne subito una delle più importanti della storia videoludica, arrivando a vendere complessivamente oltre 150 milioni di copie in tutto il mondo e producendo un grande numero di seguiti, comparsi su molte delle console dell'azienda di Kyoto: Nintendo Entertainment System, Super Nintendo Entertainment System, Nintendo 64, Nintendo Game Boy, Nintendo GameCube, Nintendo Wii, Nintendo DS, Nintendo 3DS, Nintendo Wii U e Nintendo Switch.
Sin dal suo debutto con il primo The Legend of Zelda, la serie è considerata una delle più acclamate della storia videoludica e la maggior parte dei titoli che la compongono sono riconosciuti dalla critica come dei capolavori, primi fra tutti The Legend of Zelda: Ocarina of Time, The Legend of Zelda: A Link to the Past, The Legend of Zelda: The Wind Waker, The Legend of Zelda: Majora's Mask, The Legend of Zelda: Twilight Princess, The Legend of Zelda: Skyward Sword, The Legend of Zelda: Breath of the Wild e The Legend of Zelda: Tears of the Kingdom.
In generale, la serie ha avuto un profondo impatto e una grande influenza sulla cultura videoludica e di massa. Questo successo ha portato all'uscita di diversi manga e una serie animata ad essa ispirata, ma raramente queste opere hanno varcato i confini del Giappone. Il gameplay si può definire un mix di azione, avventura e rompicapo.

## Caratteristiche generali

### Trama

Logo della Triforza

Il nemico principale, un malvagio mostro chiamato Ganondorf (o Ganon, se in un determinato episodio vi è la sua emanazione), deciso a impossessarsi del mistico oggetto chiamato Triforza, semina il terrore per le lande di Hyrule invadendole con le sue orde di creature e mostri e prendendo in ostaggio la Principessa Zelda, erede al trono di Hyrule. A frapporsi alle malefatte di Ganondorf interviene sempre Link, l'eroe eletto dalle dee. Alcuni giochi della serie principale, però, non possono essere rappresentati da questa trama: in diversi manca Ganondorf, come in Majora's Mask o Phantom Hourglass, in quanto già sconfitto nei predecessori dei suddetti giochi (rispettivamente Ocarina of Time e The Wind Waker), mentre altri, come gli stessi Majora's Mask e Phantom Hourglass, non sono ambientati ad Hyrule. I giochi della serie sembrano ambientati nell'era medievale.

### Cronologia
Inizialmente, come ammesso da Miyamoto, il creatore della serie, The Legend of Zelda non aveva una cronologia ufficiale, in quanto la successione cronologica delle date di uscita dei giochi non coincide con quella della storia della serie. Nonostante ciò, anche grazie ad alcuni punti fermi forniti dagli stessi produttori, i fan della serie si sono da sempre adoperati nel tentativo di realizzare una cronologia della serie.
A Link to the Past, il gioco per Super Nintendo, è senza dubbio un prequel del gioco originario per NES, e, come è scritto nelle didascalie sul retro della scatola del gioco, il Link di A Link to the Past è l'antenato del Link di The Legend of Zelda. Ocarina of Time è ancora precedente, in quanto narra avvenimenti che spiegano l'origine di numerose caratteristiche presenti nei precedenti giochi. The Wind Waker è da considerare dopo Ocarina of Time, in quanto viene spesso nominato il cosiddetto Eroe del Tempo (su cui si incentra la trama di Ocarina of Time), e si spiega che, proprio a causa della sua assenza, si è dovuto sommergere la terra di Hyrule per impedire a Ganondorf, che si era risvegliato, di impossessarsi della Triforza.
In un'intervista concessa ad un giornale nel dicembre 2006, Eiji Aonuma, produttore degli ultimi giochi della serie, ha affermato che nella serie di Zelda esistono due universi paralleli successivi alla fine di Ocarina of Time. Nel primo, in seguito al ritorno di Link nel suo tempo, Ganondorf viene imprigionato e confinato nel Regno del Crepuscolo, per poi, dopo centinaia di anni, rifare la sua comparsa in Twilight Princess, che va quindi considerato come seguito degli eventi di Link bambino in Ocarina of Time e Majora's Mask. The Wind Waker e i suoi sequel, Phantom Hourglass e Spirit Tracks, vanno invece considerati successivi alla storia di "Link adulto".
Nel libro della storia di Zelda uscito il 21 dicembre 2011 in occasione del 25º anniversario, Hyrule Historia, è stata pubblicata la cronologia ufficiale. In questa cronologia ci sono 3 linee temporali che si creano dopo Ocarina of Time: le già citate Adulto e Bambino, e quella della sconfitta dell'Eroe del Tempo da parte di Ganondorf, che farebbe partire la Guerra del Sigillo citata in A Link to the Past.
Il 1º marzo 2017, in occasione del 30º anniversario, è uscito un nuovo libro dedicato alla storia della serie, Hyrule Encyclopedia, dove è avvenuto un cambiamento nel posizionamento di Oracle of Ages e Oracle of Seasons, adesso ambientati dopo Link's Awakening e prima di A Link Between Worlds, con un Link differente da quello di A Link to the Past.
Nel 2018 il sito ufficiale giapponese della serie ha aggiornato nuovamente la timeline, aggiungendo Breath of the Wild in fondo alla cronologia, ma senza connettere il gioco direttamente a nessuno dei precedenti. Nel 2023 il sito viene aggiornato nuovamente, con l'aggiunta di Tears of the Kingdom come sequel diretto del precedente gioco. Il 26 Novembre 2024 il sito viene aggiornato nuovamente, con l'aggiunta di Echoes of Wisdom, inserito fra Tri Force Heroes e il primo The Legend of Zelda.
|                          |                          |                          |                          |                          |                          |  |  | Skyward Sword          |                        |                        |                        |                        |                        |  |  |                   |                   |                   |                   |                   |                   |  |  |  |  |  |  |  |  |  |  |  |  |  |  |  |  |  |  |  |  |  |  |
|                          |                          |                          |                          |                          |                          |  |  |                        |                        |                        |                        |                        |                        |  |  |                   |                   |                   |                   |                   |                   |  |  |  |  |  |  |  |  |  |  |  |  |  |  |  |  |  |  |  |  |  |  |
|                          |                          |                          |                          |                          |                          |  |  | The Minish Cap         |                        |                        |                        |                        |                        |  |  |                   |                   |                   |                   |                   |                   |  |  |  |  |  |  |  |  |  |  |  |  |  |  |  |  |  |  |  |  |  |  |
|                          |                          |                          |                          |                          |                          |  |  |                        |                        |                        |                        |                        |                        |  |  |                   |                   |                   |                   |                   |                   |  |  |  |  |  |  |  |  |  |  |  |  |  |  |  |  |  |  |  |  |  |  |
|                          |                          |                          |                          |                          |                          |  |  | Four Swords            |                        |                        |                        |                        |                        |  |  |                   |                   |                   |                   |                   |                   |  |  |  |  |  |  |  |  |  |  |  |  |  |  |  |  |  |  |  |  |  |  |
|                          |                          |                          |                          |                          |                          |  |  |                        |                        |                        |                        |                        |                        |  |  |                   |                   |                   |                   |                   |                   |  |  |  |  |  |  |  |  |  |  |  |  |  |  |  |  |  |  |  |  |  |  |
|                          |                          |                          |                          |                          |                          |  |  | Ocarina of Time        |                        |                        |                        |                        |                        |  |  |                   |                   |                   |                   |                   |                   |  |  |  |  |  |  |  |  |  |  |  |  |  |  |  |  |  |  |  |  |  |  |
|                          |                          |                          |                          |                          |                          |  |  |                        |                        |                        |                        |                        |                        |  |  |                   |                   |                   |                   |                   |                   |  |  |  |  |  |  |  |  |  |  |  |  |  |  |  |  |  |  |  |  |  |  |
|                          |                          |                          |                          |                          |                          |  |  |                        |                        |                        |                        |                        |                        |  |  |                   |                   |                   |                   |                   |                   |  |  |  |  |  |  |  |  |  |  |  |  |  |  |  |  |  |  |  |  |  |  |
|                          |                          |                          |                          |                          |                          |  |  |                        |                        |                        |                        |                        |                        |  |  |                   |                   |                   |                   |                   |                   |  |  |  |  |  |  |  |  |  |  |  |  |  |  |  |  |  |  |  |  |  |  |
| A Link to the Past       | A Link to the Past       | A Link to the Past       | A Link to the Past       | A Link to the Past       | A Link to the Past       |  |  | Majora's Mask          | Majora's Mask          | Majora's Mask          | Majora's Mask          | Majora's Mask          | Majora's Mask          |  |  | The Wind Waker    | The Wind Waker    | The Wind Waker    | The Wind Waker    | The Wind Waker    | The Wind Waker    |  |  |  |  |  |  |  |  |  |  |  |  |  |  |  |  |  |  |  |  |  |  |
| A Link to the Past       | A Link to the Past       | A Link to the Past       | A Link to the Past       | A Link to the Past       | A Link to the Past       |  |  | Majora's Mask          | Majora's Mask          | Majora's Mask          | Majora's Mask          | Majora's Mask          | Majora's Mask          |  |  | The Wind Waker    | The Wind Waker    | The Wind Waker    | The Wind Waker    | The Wind Waker    | The Wind Waker    |  |  |  |  |  |  |  |  |  |  |  |  |  |  |  |  |  |  |  |  |  |  |
| Link's Awakening         | Link's Awakening         | Link's Awakening         | Link's Awakening         | Link's Awakening         | Link's Awakening         |  |  | Twilight Princess      | Twilight Princess      | Twilight Princess      | Twilight Princess      | Twilight Princess      | Twilight Princess      |  |  | Phantom Hourglass | Phantom Hourglass | Phantom Hourglass | Phantom Hourglass | Phantom Hourglass | Phantom Hourglass |  |  |  |  |  |  |  |  |  |  |  |  |  |  |  |  |  |  |  |  |  |  |
| Link's Awakening         | Link's Awakening         | Link's Awakening         | Link's Awakening         | Link's Awakening         | Link's Awakening         |  |  | Twilight Princess      | Twilight Princess      | Twilight Princess      | Twilight Princess      | Twilight Princess      | Twilight Princess      |  |  | Phantom Hourglass | Phantom Hourglass | Phantom Hourglass | Phantom Hourglass | Phantom Hourglass | Phantom Hourglass |  |  |  |  |  |  |  |  |  |  |  |  |  |  |  |  |  |  |  |  |  |  |
| Oracle of Ages & Seasons | Oracle of Ages & Seasons | Oracle of Ages & Seasons | Oracle of Ages & Seasons | Oracle of Ages & Seasons | Oracle of Ages & Seasons |  |  | Four Swords Adventures | Four Swords Adventures | Four Swords Adventures | Four Swords Adventures | Four Swords Adventures | Four Swords Adventures |  |  | Spirit Tracks     | Spirit Tracks     | Spirit Tracks     | Spirit Tracks     | Spirit Tracks     | Spirit Tracks     |  |  |  |  |  |  |  |  |  |  |  |  |  |  |  |  |  |  |  |  |  |  |
| Oracle of Ages & Seasons | Oracle of Ages & Seasons | Oracle of Ages & Seasons | Oracle of Ages & Seasons | Oracle of Ages & Seasons | Oracle of Ages & Seasons |  |  | Four Swords Adventures | Four Swords Adventures | Four Swords Adventures | Four Swords Adventures | Four Swords Adventures | Four Swords Adventures |  |  | Spirit Tracks     | Spirit Tracks     | Spirit Tracks     | Spirit Tracks     | Spirit Tracks     | Spirit Tracks     |  |  |  |  |  |  |  |  |  |  |  |  |  |  |  |  |  |  |  |  |  |  |
| A Link Between Worlds    |                          |                          |                          |                          |                          |  |  |                        |                        |                        |                        |                        |                        |  |  |                   |                   |                   |                   |                   |                   |  |  |  |  |  |  |  |  |  |  |  |  |  |  |  |  |  |  |  |  |  |  |
|                          |                          |                          |                          |                          |                          |  |  |                        |                        |                        |                        |                        |                        |  |  |                   |                   |                   |                   |                   |                   |  |  |  |  |  |  |  |  |  |  |  |  |  |  |  |  |  |  |  |  |  |  |
| Tri Force Heroes         |                          |                          |                          |                          |                          |  |  |                        |                        |                        |                        |                        |                        |  |  |                   |                   |                   |                   |                   |                   |  |  |  |  |  |  |  |  |  |  |  |  |  |  |  |  |  |  |  |  |  |  |
|                          |                          |                          |                          |                          |                          |  |  |                        |                        |                        |                        |                        |                        |  |  |                   |                   |                   |                   |                   |                   |  |  |  |  |  |  |  |  |  |  |  |  |  |  |  |  |  |  |  |  |  |  |
| Echoes of Wisdom         |                          |                          |                          |                          |                          |  |  |                        |                        |                        |                        |                        |                        |  |  |                   |                   |                   |                   |                   |                   |  |  |  |  |  |  |  |  |  |  |  |  |  |  |  |  |  |  |  |  |  |  |
|                          |                          |                          |                          |                          |                          |  |  |                        |                        |                        |                        |                        |                        |  |  |                   |                   |                   |                   |                   |                   |  |  |  |  |  |  |  |  |  |  |  |  |  |  |  |  |  |  |  |  |  |  |
| The Legend of Zelda      |                          |                          |                          |                          |                          |  |  |                        |                        |                        |                        |                        |                        |  |  |                   |                   |                   |                   |                   |                   |  |  |  |  |  |  |  |  |  |  |  |  |  |  |  |  |  |  |  |  |  |  |
|                          |                          |                          |                          |                          |                          |  |  |                        |                        |                        |                        |                        |                        |  |  |                   |                   |                   |                   |                   |                   |  |  |  |  |  |  |  |  |  |  |  |  |  |  |  |  |  |  |  |  |  |  |
| The Adventure of Link    |                          |                          |                          |                          |                          |  |  |                        |                        |                        |                        |                        |                        |  |  |                   |                   |                   |                   |                   |                   |  |  |  |  |  |  |  |  |  |  |  |  |  |  |  |  |  |  |  |  |  |  |
|                          |                          |                          |                          |                          |                          |  |  |                        |                        |                        |                        |                        |                        |  |  |                   |                   |                   |                   |                   |                   |  |  |  |  |  |  |  |  |  |  |  |  |  |  |  |  |  |  |  |  |  |  |
|                          |                          |                          |                          |                          |                          |  |  | Breath of the Wild     |                        |                        |                        |                        |                        |  |  |                   |                   |                   |                   |                   |                   |  |  |  |  |  |  |  |  |  |  |  |  |  |  |  |  |  |  |  |  |  |  |
|                          |                          |                          |                          |                          |                          |  |  |                        |                        |                        |                        |                        |                        |  |  |                   |                   |                   |                   |                   |                   |  |  |  |  |  |  |  |  |  |  |  |  |  |  |  |  |  |  |  |  |  |  |
|                          |                          |                          |                          |                          |                          |  |  | Tears of the Kingdom   |                        |                        |                        |                        |                        |  |  |                   |                   |                   |                   |                   |                   |  |  |  |  |  |  |  |  |  |  |  |  |  |  |  |  |  |  |  |  |  |  |

Alcuni fan della serie non approvano però la cronologia con tre bivi del libro Hyrule Historia dato che ci sono delle apparenti incongruenze con diversi elementi narrativi mostrato nei giochi, nei riferimenti e nei loro prologhi, giustificate nel libro dal fatto, che essendo leggende, non sempre tutto corrisponde alla realtà, quindi sono state proposte diverse cronologie alternative non ufficiali che potrebbero ridurre il numero di queste incongruenze.

### Modalità di gioco

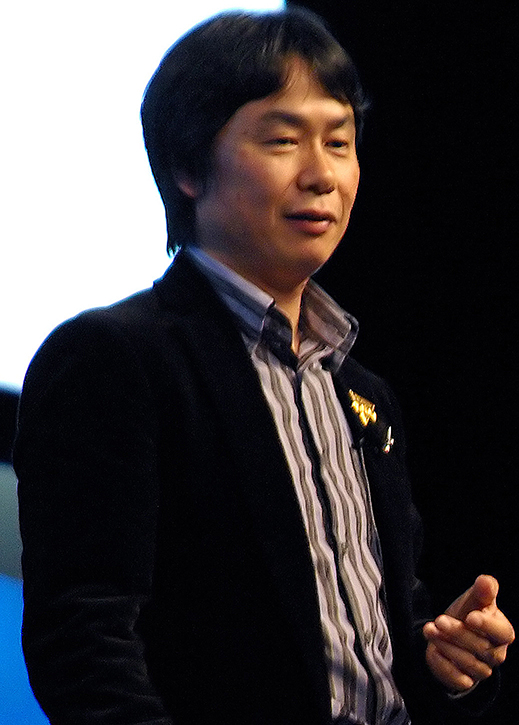
Miyamoto

Il gameplay di The Legend of Zelda è un mix di esplorazione, risoluzione di puzzle (spesso anche abbastanza complicati), strategia e azione, elementi che sono rimasti pressoché costanti lungo tutto l'arco della serie, salvo qualche miglioramento di natura tecnica. La maggior parte dei giochi della serie consiste nell'esplorazione di un consistente numero di labirinti (o dungeon), all'interno del quale si devono risolvere dei puzzle e sconfiggere i nemici all'interno, prima di arrivare ad affrontare il Signore del Labirinto (Dungeon Boss). Durante l'esplorazione, in ogni labirinto Link troverà un oggetto che gli consentirà di andare avanti in quello stesso labirinto, sconfiggere il boss e avanzare nella storia. Molti di questi oggetti sono elementi ricorrenti nella serie (il Portabombe o, ancora più importante, l'Arco, che in molti capitoli serve a battere il Boss finale), mentre altri compaiono solo in alcuni giochi (il Bastone della Sabbia, apparso soltanto in Spirit Tracks e in A Link Between Worlds).

### Creazione
Shigeru Miyamoto, per creare la serie, si ispirò alle sue esperienze esplorative. Da ragazzo amava esplorare la zona collinare che circondava il suo quartiere natale a Kyoto, dove si avventurava dentro fitte foreste con laghi e caverne in esse. Sempre secondo Miyamoto, un'esperienza significativa fu scovare l'ingresso di una grotta in mezzo alla foresta, che decise di esplorare sino in fondo facendosi luce con una lanterna. Questo influenzò molto la creazione di Zelda, in quanto l'esplorazione delle grotte è un elemento principale del gioco. Il nome di Zelda invece venne ispirato da Zelda Sayre Fitzgerald, moglie di Francis Scott Fitzgerald. Il nome di Link deriva dalla parola inglese link, traducibile con collegamento, in quanto il personaggio era inteso come un collegamento tra il giocatore ed esso (infatti Link e la maggior parte dei personaggi non hanno voce proprio per far immedesimare il giocatore).

## Videogiochi

Confezione originale di The Legend of Zelda per NES (1986)

### Capitoli principali
| Anno | Titolo                                      | Console                                                                                              | Remake & Remastered |
| --- | ------------------------------------------- | --- | --- |
| 1986 | The Legend of Zelda                         | Nintendo Entertainment System, GameCube, Game Boy Advance, Wii, Wii U, Nintendo 3DS, Nintendo Switch | - |
| 1987 | Zelda II: The Adventure of Link             | Nintendo Entertainment System, GameCube, Game Boy Advance, Wii, Wii U, Nintendo 3DS, Nintendo Switch | - |
| 1991 | The Legend of Zelda: A Link to the Past     | Super Nintendo Entertainment System, Game Boy Advance, Wii, Wii U, Nintendo 3DS, Nintendo Switch     | - |
| 1993 | The Legend of Zelda: Link's Awakening       | Game Boy, Nintendo 3DS                                                                               | 1998: The Legend of Zelda: Link's Awakening DX (Game Boy Color, Nintendo Switch); 2019: The Legend of Zelda: Link's Awakening (Nintendo Switch) |
| 1998 | The Legend of Zelda: Ocarina of Time        | Nintendo 64, GameCube, Wii, Wii U, Nintendo Switch                                                   | 2003: The Legend of Zelda: Ocarina of Time - Master Quest (GameCube); 2011: The Legend of Zelda: Ocarina of Time 3D (Nintendo 3DS)              |
| 2000 | The Legend of Zelda: Majora's Mask          | Nintendo 64, GameCube, Wii, Wii U, Nintendo Switch                                                   | 2015: The Legend of Zelda: Majora's Mask 3D (Nintendo 3DS)                                                                                      |
| 2001 | The Legend of Zelda: Oracle of Ages         | Game Boy Color, Nintendo 3DS, Nintendo Switch                                                        | - |
| 2001 | The Legend of Zelda: Oracle of Seasons      | Game Boy Color, Nintendo 3DS, Nintendo Switch                                                        | - |
| 2002 | The Legend of Zelda: Four Swords            | Game Boy Advance, Nintendo Switch                                                                    | 2011: The Legend of Zelda: Four Swords Anniversary Edition (Nintendo DSi)                                                                       |
| 2002 | The Legend of Zelda: The Wind Waker         | GameCube                                                                                             | 2013: The Legend of Zelda: The Wind Waker HD (Wii U)                                                                                            |
| 2004 | The Legend of Zelda: Four Swords Adventures | GameCube                                                                                             | - |
| 2004 | The Legend of Zelda: The Minish Cap         | Game Boy Advance, Wii U, Nintendo 3DS, Nintendo Switch                                               | - |
| 2006 | The Legend of Zelda: Twilight Princess      | GameCube, Wii                                                                                        | 2016: The Legend of Zelda: Twilight Princess HD (Wii U)                                                                                         |
| 2007 | The Legend of Zelda: Phantom Hourglass      | Nintendo DS, Wii U                                                                                   | - |
| 2009 | The Legend of Zelda: Spirit Tracks          | Nintendo DS                                                                                          | - |
| 2011 | The Legend of Zelda: Skyward Sword          | Wii, Wii U                                                                                           | 2021: The Legend of Zelda: Skyward Sword HD (Nintendo Switch)                                                                                   |
| 2013 | The Legend of Zelda: A Link Between Worlds  | Nintendo 3DS                                                                                         | - |
| 2015 | The Legend of Zelda: Tri Force Heroes       | Nintendo 3DS                                                                                         | - |
| 2017 | The Legend of Zelda: Breath of the Wild     | Wii U, Nintendo Switch                                                                               | 2025: The Legend of Zelda: Breath of the Wild – Nintendo Switch 2 Edition (Nintendo Switch 2)                                                   |
| 2023 | The Legend of Zelda: Tears of the Kingdom   | Nintendo Switch                                                                                      | 2025: The Legend of Zelda: Tears of the Kingdom – Nintendo Switch 2 Edition (Nintendo Switch 2)                                                 |
| 2024 | The Legend of Zelda: Echoes of Wisdom       | Nintendo Switch                                                                                      | - |
| Legenda: - In grassetto sono elencate le console di debutto del gioco. - In testo normale sono segnalate le console per cui è stato effettuato un porting del gioco. - In corsivo sono evidenziate le console per cui il gioco è uscito esclusivamente su Virtual Console o Nintendo Switch Online. |                                             | | |

### Serie Hyrule Warriors
- Hyrule Warriors - 2014 (Wii U)
- Hyrule Warriors: Legends - 2016 (Nintendo 3DS)
- Hyrule Warriors: Definitive Edition - 2018 (Nintendo Switch)
- Hyrule Warriors: L'era della calamità - 2020[34] (Nintendo Switch)
- Hyrule Warriors: L'era dell'esilio - 2025 (Nintendo Switch 2)

### Spin-off
- Freshly-Picked Tingle's Rosy Rupeeland - 2007 (Nintendo DS)
- Link's Crossbow Training - 2008 (Wii)
- My Nintendo Picross: The Legend of Zelda: Twilight Princess - 2016 (Nintendo 3DS)
- Cadence of Hyrule: Crypt of the NecroDancer Features The Legend of Zelda - 2019 (Nintendo Switch)

### Serie per CD-i
Per Philips CD-i vennero realizzati sotto licenza tre videogiochi, sebbene questi titoli abbiano la licenza ufficiale Nintendo la stessa software house giapponese non li riconosce come parte ufficiale della serie per via delle loro trame poco coerenti con l'universo di Link, del fatto che la Nintendo non ha avuto nessun ruolo nel processo produttivo e soprattutto per via della loro scarsissima qualità che ha dato origine a molte parodie sul web.
- Link: The Faces of Evil - 1993
- Zelda: The Wand of Gamelon - 1993
- Zelda's Adventure - 1994

### Serie per Satellaview
Questi titoli uscirono solo in Giappone per Super Famicon dotato di periferica Satellaview, che permetteva di scaricali via radio satellitare, e in parte di giocarli solo durante le trasmissioni.
- BS Zelda no Densetsu - 1995
- BS Zelda no Densetsu: Map 2
- BS Zelda no Densetsu: Inishie no Sekiban - 1997
- Zelda no Densetsu: Kamagami no Triforce - 1997

### Apparizioni fuori dalla serie
- Soulcalibur II - 2002 (solo versione GameCube)
- Super Smash Bros. - 1999 (Nintendo 64)
- Super Smash Bros. Melee - 2001 (GameCube)
- Super Smash Bros. Brawl - 2008 (Wii)
- Nintendo Land - 2012 (Wii U)
- Super Smash Bros. per Nintendo 3DS e Wii U - 2014
- Mario Kart 8 - 2014 (Wii U)
- Mario Kart 8 Deluxe - 2017 (Nintendo Switch)
- The Elder Scrolls V: Skyrim - 2017 (solo versione Nintendo Switch)
- Super Smash Bros. Ultimate - 2018 (Nintendo Switch)
- Super Mario Maker 2 - 2019 (Nintendo Switch)

## Mondo di Zelda
Le avventure di Link, personaggio protagonista della serie di The Legend of Zelda, si svolgono principalmente in una terra immaginaria conosciuta con il nome di Hyrule. Nell'episodio The Legend of Zelda: Majora's Mask, il giocatore si trova invece a muovere i propri passi nell'inedito luogo conosciuto con il nome di Termina, mentre l'episodio The Legend of Zelda: Link's Awakening si ambienta nell'isola di Koholint.

### Hyrule

Mappa di Hyrule

Hyrule è il luogo principale dove si svolge la maggior parte degli episodi della serie di The Legend of Zelda. Venne creato da Shigeru Miyamoto per il primo titolo della serie nel 1986. Terra dalle vaste dimensioni, sebbene in ogni episodio presenti forme differenti, gli elementi tipici sono rimasti quasi sempre i medesimi: in quasi tutti gli episodi in cui appare, infatti, il paesaggio è costituito da zone desertiche o lacustri, alternate a zone montuose o boschive.
Hyrule comprende vari dungeon, ovvero labirinti che il giocatore si trova a dover esplorare per poter completare il gioco. Ogni dungeon è pieno di oggetti utili al proseguimento dell'avventura, di cui solitamente uno chiave, e termina con un boss finale che il giocatore deve sconfiggere per poter raggiungere il proprio scopo.
Nel mondo di Hyrule sono presenti varie razze che costituiscono la popolazione del mondo:

Saria, una Kokiri

- Kokiri: Questa razza, che appare negli episodi Ocarina of Time e The Wind Waker, si presenta come un popolo di eterni fanciulli che vivono pacificamente nel mezzo della foresta. Il loro protettore è il saggio Grande albero Deku. Hanno fattezze di bambini e vestono tutti con una tunica verde; alcuni portano un berretto in testa. Vivono nella Foresta dei Kokiri, e hanno orecchie a punta. La loro caratteristica è quella di non poter invecchiare, né diventare adulti, e restano quindi bambini per tutta la vita (in apparenza potrebbero addirittura essere immortali, ma ciò non è mai stato specificato nella serie). Hanno capelli verdi, biondi o castani. In Ocarina of Time appaiono due Kokiri importanti: Saria, amica di Link che gli regala l'Ocarina magica nonché saggio della foresta, e Mido, il capo della comunità che vive nella foresta; in The Wind Waker appare un Kokiri di nome Fado, che è il saggio del vento nonché l'ultimo Kokiri. Probabilmente nella creazione del popolo dei Kokiri, Miyamoto si ispirò alla storia di Peter Pan, per via delle similitudini tra la razza e l'opera in questione: il non poter invecchiare, il modo di vestire, ecc. In The Wind Waker si scopre che col passare del tempo, i Kokiri sono entrati sempre più in sintonia con la natura diventando eventualmente dei piccoli e schivi esseri silvani dal corpo di legno chiamati Korogu.

Un Goron

- Goron: Creature simili a sassi il cui corpo è costituito da solida roccia che popolano le zone montuose del mondo di Hyrule. Sono ricorrenti a partire da Ocarina of Time. Il loro cibo è costituito da pietre o da Caldarroccie. Popolo dalle antiche tradizioni, valoroso ed estremamente fiero, sono soliti chiamare le persone che considerano vere amiche con l'epiteto di "Fratello di Roccia" o, semplicemente, "Roccia".
- Hylia: Questa razza, che costituisce l'etnia dominante di Hyrule, appare in tutti i titoli della serie. In Ocarina of Time si scopre che Link, inizialmente creduto un Kokiri, è in realtà un esponente di questa razza. Gli Hylia sono umili lavoratori e svolgono le mansioni di commercianti, allevatori, dottori, nobili, guardie, o anche vagabondi. Si possono trovare un po' ovunque nel mondo di gioco e affollano soprattutto la città di Hyrule.

Uno Zora

- Zora: Creature pacifiche dall'aspetto simile ad un pesce umanoide, appaiono nel primo titolo della serie sotto forma di nemici dal nome Zolas, ovvero femmine di Zora divenute cattive. Dall'episodio Oracle of Ages in poi, viene fatta una distinzione netta tra Zora buoni e Zora cattivi, chiamati rispettivamente Zora di mare e Zora di fiume. Nel primo Zelda e in A Link to the Past erano rappresentati come una sorta di mostriciattoli marini di colore azzurro o verdognolo, mentre, da Ocarina of Time in poi assumono un aspetto più umanoide; in questo stesso episodio, inoltre, fa la sua apparizione il villaggio della popolazione, sul quale regna sovrano il Re Zora, padre della Principessa Ruto.

Una Gerudo

- Gerudo: Le Gerudo appaiono per la prima volta in Ocarina of Time e successivamente ricorrenti. Sono un popolo guerriero costituito da sole donne che disprezzano i maschi. Nonostante questo, una volta ogni cento anni nasce tra loro un maschio, destinato a diventare il re della tribù. In Ocarina of Time il maschio in questione è Ganondorf, antagonista principale della vicenda. Il simbolo che contraddistingue la razza appare in vari titoli della serie.
- Sheikah: Tribù di misteriosi guerrieri abili nel combattimento, nel corpo a corpo e nelle arti magiche, apparsi per la prima volta in Ocarina of Time. Molto devoti alla famiglia reale di Hyrule, hanno l'obiettivo di difenderla, vivendo nell'oscurità e apparendo solo in caso di bisogno. In Ocarina of Time, il saggio che rappresenta il popolo è Impa, la tutrice della principessa Zelda, personaggio che appare in quasi tutti i titoli della serie. Il simbolo degli Sheikah è un occhio che serve a contraddistinguere tutto quello che appartiene a loro o è soggetto alla loro influenza. Il personaggio di Sheik è un esponente di questa razza e appare in Ocarina of Time.
- Twili: Antica razza discendente da una tribù di maghi, la quale cercò di conquistare il Sacro Reame dopo che la Triforza venne creata. Banditi dalle tre dee nel Regno del Crepuscolo, una sorta di limbo oscuro, successivamente si evolvettero in una pacifica razza di creature di colore nero e bianco. Due esempi celebri di questa razza sono Midna e Zant, entrambi apparsi in Twilight Princess.

Un Minish silvano

- Minish: Conosciuti anche con il nome di Picori, sono folletti di dimensioni minuscole, apparsi nell'episodio The Minish Cap. Possono essere visti solo dai bambini, una volta ogni cento anni durante una festa dedicata a loro. Secondo una leggenda, sono coloro che donarono al popolo una leggendaria spada chiamata Quadrispada, usata da un eroe per distruggere il male. Si dividono in tre tipi: Minish silvani, i quali vivono nella Foresta di Tyloria; i Minish urbani, abitanti della città di Hyrule e infine i Minish montani, i quali vivono sul monte Fez.
- Subrosiani: Razza minore che appare solo negli episodi Oracle of Seasons e Oracle of Ages per il Game Boy Color, sono misteriosi essere incappucciati che abitano la città di Subrosia.

Il Monte Morte in Ocarina of Time

La terra di Hyrule è inoltre divisa in varie ma caratteristiche zone, spesso ricorrenti in quasi tutti gli episodi della serie. Le più importanti sono la Piana di Hyrule (pianura verde dominata dal Castello di Hyrule, attorno al quale sorge il regno della famiglia reale di Hyrule e degli Hylia, ed in cui è presente anche il lago Hylia, il più grande specchio d'acqua dolce di Hyrule), la Valle Gerudo (un luogo desertico e roccioso abitato dalla schiva popolazione delle Gerudo), il Monte Morte (un'enorme montagna o vulcano su cui vivono i Goron), il Villaggio Calbarico (un piccolo villaggio rurale solitamente legato in qualche maniera alla famiglia reale di Hyrule), il Villaggio degli Zora (collegato ai laghi di Hyrule, in particolare al lago Hylia, e solitamente situato presso grandi bacini o fiumi, anche sotterranei) ed il Bosco Perduto (una labirintica foresta in cui abitano anche i Kokiri ed al cui centro si trova il Grande albero Deku)

### Termina
Versione diversa e molto più oscura e cupa delle terre di Hyrule, dove si ambientano le vicende dell'episodio Majora's Mask. Al centro di essa si trova la Clock Town, una città divisa in quattro parti, sulla quale governa il timido sindaco Dotour. Nella piazza centrale della città si trova la Clock Tower, una grande torre dell'orologio.
Le aree in cui è diviso il mondo di Termina sono quattro ed ognuna si riferisce ad un punto cardinale e sono raggiungibili dalla Clock Town, centro del mondo di Termina:
- Nord: qui si trovano le Montagne. In questo luogo un perenne inverno ha apparentemente cancellato ogni forma di vita, eccetto il popolo che lo abita, i Goron.
- Sud: a sud si trovano le paludi, abitate dal popolo dei Deku.
- Ovest: ad ovest si trova l'oceano, dove abitano gli Zora e i Pirati.
- Est: ad est si trova l'Ikana Canyon, zona terribilmente arida e popolata da spettri che vagano in pena, cercando una pace che non arriva mai. In questa zona si trovano le rovine della civiltà Ikana.

A Termina si trovano cinque razze principali, molte delle quali già presenti ad Hyrule, ovvero gli Hylia, i Goron, gli Zora, i Deku (arbusti che vivono nelle paludi e si trovano in varie zone di Termina, alcuni come nemici, governati da un re che ha una figlia, la Principessa Deku), e le Fate Radiose, quattro fate che risiedono in una fontana nascosta nel mondo di gioco.

### Koholint
Koholint è un'isola tropicale dove si ambientano le avventure di Link nell'episodio "Link's Awakening", primo episodio portatile della serie, uscito per Game Boy nel 1993. Link vi arriva naufrago, e in questo luogo farà la conoscenza di alcuni nuovi personaggi. La particolarità di questa isola sta nel fatto che la sua popolazione è costituita da alcuni personaggi derivati dal mondo di gioco di altri franchise Nintendo, come ad esempio "Super Mario". Nell'isola si trova una grande creatura dormiente, il Wind Fish, che Link dovrà risvegliare per poter tornare ad Hyrule.

## Personaggi principali
Nella serie di Zelda, ci sono vari personaggi ricorrenti che appaiono in quasi tutti gli episodi.

### Link

Link

Link è il protagonista di tutti gli episodi che costituiscono la serie principale di Zelda (ad eccezione di The Legend of Zelda: Echoes of Wisdom), nonché l'alter ego virtuale del giocatore. Le sue caratteristiche sono l'essere mancino (anche se in alcuni episodi è apparso destrorso per esigenze di controllo da parte del giocatore, come in The Legend of Zelda: Skyward Sword, The Legend of Zelda: Twilight Princess e The Legend of Zelda: Breath of the Wild), la temerarietà e il coraggio che mostra nell'affrontare le situazioni e gli ostacoli che nei vari capitoli si frappongono tra lui e il suo obiettivo, quasi sempre costituito dalla salvezza del mondo di Hyrule e della principessa Zelda dalle grinfie della nemesi, Ganon (o Ganondorf).
Nato nella tribù del popolo Hylia, in alcuni episodi è mostrato in forma fanciullesca, mentre in altri appare in forma adulta. Possiede il frammento della sacra triforza conosciuto come Triforza del Coraggio.
Link ha anche un cavallo femmina, conosciuto con il nome di Epona, che dall'episodio Ocarina of Time in poi, appare in vari episodi della serie, accompagnandolo nelle sue avventure come cavalcatura.

### Zelda

Zelda

Zelda è la principessa del regno di Hyrule, che appare in quasi tutti i giochi della serie e molto spesso deve essere salvata da Link. Il creatore della serie, Shigeru Miyamoto, ha dichiarato di essersi ispirato per il nome del personaggio alla moglie dello scrittore Francis Scott Fitzgerald, Zelda Sayre Fitzgerald.
Figlia di Re Daphnes (sebbene in Breath of the Wild si chiami Re Rhoam Bosphoramus), possiede uno dei tre frammenti della triforza, ovvero quella della Saggezza. In alcuni episodi della serie non è una semplice principessa in pericolo da sottrarre alle grinfie del nemico, ma appare anche come una dei saggi del gioco, oppure come una profetessa. In possesso di poteri magici, come la possibilità di prevedere avvenimenti futuri o la capacità di comunicare telepaticamente col prossimo, è anche in grado di trasformarsi. Infatti, in Ocarina of Time, appare nelle sembianze di un alter ego di nome Sheik, spacciandosi per un esponente della razza Sheikah. Nell'episodio Wind Waker, appare per la prima volta nelle vesti di Dazel, la piratessa.

### Ganondorf

Ganondorf

Ganondorf, conosciuto anche con il nome di Ganon, è l'antagonista principale della serie di Zelda e appare in quasi tutti gli episodi che costituiscono la serie. A lui appartiene il frammento della sacra triforza conosciuto con il nome di Triforza del Potere.
Costantemente alla ricerca del potere per conquistare il regno di Hyrule e diventarne sovrano assoluto, in molti episodi ordisce piani malvagi per arrivare al suo scopo, come il rapimento della Principessa Zelda. Ganondorf ha due forme, una umana e una animale, conosciuta con il nome di Ganon e avente forme suine. Nei primi episodi appare infatti in queste sembianze, fino ad Ocarina of Time, dove il giocatore conoscerà la sua forma umana e la sua storia, imparando a conoscere le sue origini di unico maschio e sovrano del popolo Gerudo.
Oltre a lui, altri antagonisti celebri della serie sono Agahnim, Vaati, Zant e Ghirahim

### Impa
Impa è una donna di razza Sheikah, la tribù protettrice della Famiglia Reale, che appare in molti titoli della serie Zelda, fin dal primo episodio, svolgendo quasi sempre la mansione di balia della Principessa Zelda o guardia del corpo personale.
In alcuni episodi appare come una vecchietta bassa e corpulenta, mentre in altri è una donna adulta di mezza età dal fisico vigoroso e muscoloso, come in Ocarina of Time, o molto agile e smilza, come in Skyward Sword (dove appare anche nelle sembianze di vecchia), oppure sovrappeso ma dotata di grande forza e muscoli possenti (come ad esempio viene rappresentata nel manga di Oracle of Ages).

## Colonna sonora
La serie presenta vari temi musicali che, ricorrendo varie volte all'interno della stessa, sono diventati una riconoscibile parte importante della serie. Il compositore storico dei temi distintivi della serie è Kōji Kondō.
Inizialmente le musiche erano eseguite esclusivamente con strumenti sintetizzati, ma dall'episodio "Wind Waker" in poi, furono inserite tracce composte con l'utilizzo di strumenti acustici. L'episodio "Skyward Sword" è stato il primo ad avere una colonna sonora orchestrale.

### Il tema più celebre:Tema dell'Overworld
Il tema più famoso della serie è quello dell'Overworld, il quale fece la prima comparsa nel primo episodio della serie nel 1986, ed è possibile ascoltarlo in tutti gli episodi della serie, ad eccezione del secondo titolo.
Il tema dell'Overworld è stato pubblicato in vari CD contenenti musiche della serie e fu utilizzato come tema principale della serie animata conosciuta in Italia con il nome di "Un Regno Incantato per Zelda".
Nel primo titolo della serie è possibile sentirlo nello schermo del titolo e nel mondo in superficie (overworld). In "A Link to the Past" è il tema principale dell'overworld, e negli episodi portatili "Link's Awakening" e nei due "Oracle" è presente nello schermo del titolo. In "Ocarina of Time" è lievemente accennato nell'Hyrule Field, ma non compare mai interamente. È invece alla base di Termina Field di "Majora's Mask". In "Minish Cap" si può sentire nell'overworld, mentre in "Wind Waker" compare nel filmato iniziale e in "Twilight Princess" nei titoli di coda e, a tratti, nella colonna sonora della piana di Hyrule, in "Skyward Sword" solo nei titoli di coda. In "Phantom Hourglass" compare nella modalità sfida e nel filmato di inizio gioco.  In "Breath of the Wild" è udibile in più momenti, tra i quali le sezioni di cavalcatura notturna e nell'epilogo. 

### Altri temi celebri
- Tema di Zelda: Altro tema famoso della serie, da "A Link to the Past" in poi è possibile sentirlo in quasi tutti i giochi della serie quando compare il personaggio di Zelda.
- Tema delle Fate: Comparso per la prima volta nel menù di scelta file e nelle fontane delle fate in "A Link to the Past", riappare in numerosi altri episodi, come durante il menù di scelta file in "Ocarina of Time".
- Tema dei Boschi Perduti: Compare per la prima volta in "A Link to the Past", e appare successivamente in altri titoli e in "Ocarina of Time" è anche suonabile attraverso l'ocarina (in questo caso prende il nome di Saria's Song).
- Tema del Tempio del Tempo: Appare per la prima volta nel luogo conosciuto con il nome di Tempio del Tempo nell'episodio "Ocarina of Time" e lo si può sentire nello stesso luogo in "Breath of the Wild". Molto particolare, è eseguito da un coro di voci maschili, ed è possibile sentirlo anche in altri episodi, come "Twilight Princess".
- Tema del Villaggio Kakariko: Uno dei temi più famosi della serie, appare nell'episodio "A Link to the Past" quando Link raggiunge il villaggio Calbarico (Kakariko in originale). Da allora è quasi sempre rimasto colonna sonora di questo villaggio, come ad esempio in "Ocarina of Time" o in "A Link Between Worlds".
- Tema dell'Alba: Famoso gingle che sta ad indicare l'arrivo dell'alba e lo spuntar del sole. Appare in "Ocarina of Time" e ha la stessa funzione in altri episodi, come ad esempio "Twilight Princess".
- Tema di Epona: Dolcissima melodia che appare in "Ocarina of Time" come tema del Lon Lon Ranch, la fattoria di Hyrule. Mentre durante il giorno è suonata con strumentazione, recandosi di notte alla fattoria è possibile sentirla intonata da una voce femminile (che, nel gioco, corrisponderebbe a quella di Malon, la ragazza figlia del padrone del Lon Lon Ranch, che insegna a Link come suonare questo brano con l'ocarina). Il tema prende il nome dalla cavalla Epona, fedele cavalcatura di Link. È possibile ascoltarlo (rielaborato) anche in una particolare Fontana delle fate in "Breath of the Wild".
- Tema della Canzone della Tempesta: Intensa melodia capace di evocare la tempesta. Si può apprendere da Guru-Guru, un eccentrico e a volte brusco signore, sia in "Ocarina of Time" che in "Majora's Mask".  Si può udire anche in "Oracle of Seasons".

## Accoglienza
| Gioco                                       | Console | Punteggio |
| ------------------------------------------- | ------- | --------- |
| The Legend of Zelda                         | NES     | 84        |
| Zelda II: The Adventure of Link             | NES     | 73        |
| The Legend of Zelda: A Link to the Past     | SNES    | 95        |
| The Legend of Zelda: Link's Awakening       | GBC     | 91.21%    |
| The Legend of Zelda: Ocarina of Time        | N64     | 99        |
| The Legend of Zelda: Majora's Mask          | N64     | 95        |
| The Legend of Zelda: Oracle of Ages         | GBC     | 92.20%    |
| The Legend of Zelda: Oracle of Seasons      | GBC     | 91.37%    |
| The Legend of Zelda: Four Swords            | GBA     | 85        |
| The Legend of Zelda: The Wind Waker         | GC      | 96        |
| The Legend of Zelda: Four Swords Adventures | GC      | 86        |
| The Legend of Zelda: The Minish Cap         | GBA     | 90.63%    |
| The Legend of Zelda: Twilight Princess      | GC      | 96        |
| The Legend of Zelda: Twilight Princess      | Wii     | 96        |
| The Legend of Zelda: Phantom Hourglass      | NDS     | 90        |
| The Legend of Zelda: Spirit Tracks          | NDS     | 87        |
| The Legend of Zelda: Skyward Sword          | Wii     | 93        |
| The Legend of Zelda: A Link Between Worlds  | 3DS     | 91        |
| The Legend of Zelda: Tri Force Heroes       | 3DS     | 75        |
| The Legend of Zelda: Breath Of The Wild     | Wii U   | 97        |
| The Legend of Zelda: Breath Of The Wild     | Switch  | 98        |
| The Legend of Zelda: Tears of the Kingdom   | Switch  | 96        |
| The Legend of Zelda: Echoes of Wisdom       | Switch  | 86        |

La serie di Zelda ha ricevuto altissimi punteggi e vari encomi da parte della critica mondiale. The Legend of Zelda: Ocarina of Time, The Legend of Zelda: The Wind Waker e The Legend of Zelda: Skyward Sword hanno ottenuto il punteggio massimo di 40/40 dalla rivista di critica Famitsū, facendo di Zelda una delle serie con il maggior numero di punteggi perfetti.
Computer and Video Games premiò The Legend of Zelda: The Wind Waker e The Legend of Zelda: Twilight Princess con il punteggio perfetto di 10/10. The Legend of Zelda: A Link to the Past è stato premiato con il Gold Award dall'Electronic Gaming Monthly. Nella lista dei 200 migliori videogiochi della storia stilata da Nintendo Power, The Legend of Zelda: Ocarina of Time appare alla prima posizione, ed altri sette titoli della serie sono presenti nella top 40 della classifica.
The Legend of Zelda: Twilight Princess fu nominato gioco dell'anno da X-Play, Game Trailers, Electronic Gaming Monthly, Spacey Awards, Game Informer, GameSpy, Nintendo Power, IGN e molti altri siti e riviste di videogiochi.
Il primo episodio della serie, The Legend of Zelda fu nominato il più grande videogioco della storia dalla rivista Game Informer, arrivando primo nella sua lista dei migliori videogiochi della storia. Al gioco in questione fu anche dedicata la copertina che mostrava lo sprite del Link del primo Zelda così come appariva nel gioco.
Gli editori di recensioni aggregati ai siti Game Rankings, IGN e Metacritic hanno tutti dato a The Legend of Zelda: Ocarina of Time il massimo punteggio. Game Informer premiò The Legend of Zelda: The Wind Waker, The Legend of Zelda: Twilight Princess e The Legend of Zelda: Skyward Sword con il massimo punteggio di 10/10. The Legend of Zelda: Phantom Hourglass fu nominato gioco dell'anno da IGN e GameSpy.
Il franchise videoludico di The Legend of Zelda ha venduto più di 68 milioni di copie in tutto il mondo, e il primo episodio della serie divenne il quarto gioco più venduto su Nintendo Entertainment System.
La rivista britannica Empire ha osannato la serie di The Legend of Zelda, definendola la migliore serie videoludica di sempre.

## Altri media

### Manga
Esistono diversi manga su Zelda, basati ognuno sul videogioco omonimo:
- The Legend of Zelda, pubblicato in Giappone nel 1989. Non è molto fedele al videogioco.
- The Legend of Zelda 2, uscito nel 1990. Anche questo, come il precedente, non è molto fedele al videogioco.
- Zelda: A Link to The Past, pubblicato anche negli Stati Uniti d'America su Nintendo Power. Disegnato da Shotaro Ishinomori, risulta abbastanza fedele al videogioco se non per qualche cambiamento (per esempio l'aggiunta di un nuovo personaggio, un arciere che si trasforma in aquila).
- Zelda: Link's Awakening, due volumi: la storia è più o meno la stessa del videogioco. Sceneggiato e disegnato da Ataru Kajiba (anche Ataru Cagiva).
- Zelda: A Link to The Past, tre volumi. Sceneggiato e disegnato da Ataru Kajiba (anche Ataru Cagiva). Non è molto fedele al videogioco. Sono stati aggiunti nuovi personaggi come Leader e Masaru.
- Zelda: Ocarina of time, due volumi. Sceneggiato e disegnato da Akira Himekawa. La storia anche in questo caso è più o meno la stessa del videogioco anche se ci sono alcune piccole aggiunte e cambiamenti. Vengono aggiunte due trame extra: la prima si ricollegherà a Majora's Mask con un giovane Link che fa amicizia con Skull Kid, la seconda vede un Link adulto soccorrere un ragazzo-uccello, facente parte di una tribù dei Watarara, che sarà poi implementata nei giochi con il nome di Rito.
- Zelda: Majora's Mask, un volume. Sceneggiato e disegnato da Akira Himekawa. La storia è simile a quella del videogioco se non per l'aggiunta di un capitolo bonus che narra le presunte origini della maschera: un guerriero simile in aspetto a Link fece danzare per tre giorni un drago con il potere di esaudire qualunque desiderio fino alla morte e, su sua richiesta, intrappolò il suo potere nel suo guscio, intagliato nella forma della maschera di Majora.
- Zelda: A Link to The Past, un volume. Sceneggiato e disegnato da Akira Himekawa. La storia è simile al videogioco con qualche modifica (ad esempio viene aggiunto un nuovo personaggio, una ladra di nome Ghanti che si trasforma in volpe).
- Zelda: Oracle of Seasons, un volume. Sceneggiato e disegnato da Akira Himekawa. La storia è solo in parte simile al videogioco e include numerose modifiche, tra le quali l'aggiunta di un prologo di Link e della sua famiglia e l'ampliamento di personaggi secondari.
- Zelda: Oracle of Ages, un volume. Sceneggiato e disegnato da Akira Himekawa. La storia è ripresa parzialmente dal videogioco e si svolge cronologicamente dopo gli eventi di Oracle of Seasons. Le modifiche includono l'aggiunta di Raven, un antenato di Link.
- Zelda: Four Swords Adventures (Four Swords +), due volumi. Sceneggiato e disegnato da Akira Himekawa. La storia si differenzia molto dal videogioco e gioca più sulle personalità dei quattro Link e di Link Ombra, reso un personaggio tragico.
- Zelda: Minish Cap, un volume. Sceneggiato e disegnato da Akira Himekawa. La storia nonostante alcune modifiche è simile al gioco, ma per quanto vada contro gli eventi di Four Sword Vaati, l'antagonista, viene alla fine salvato e riesce a redimersi.
- Zelda: Phantom Hourglass, un volume. Sceneggiato e disegnato da Akira Himekawa. Nonostante l'omissione di alcune parti, è molto simile al videogioco.
- Zelda: Twilight Princess, attualmente in produzione da parte di Akira Himekawa. La storia è in parte simile a quella del gioco e si prende molte libertà, tra le quali l'aggiunta di sottotrame inedite, come la scomparsa del paese natio di Link che l'eroe per errore spedì nel Regno del Crepuscolo. Diversi elementi vengono ricollegati ai precedenti titoli: per esempio, differentemente dal gioco, lo Spirito del Guerriero si conferma più volte essere il Link di Ocarina of Time (cosa solo affermata nelle guide e nei libri) ed è inoltre l'animale domestico di Midna, mentre lo Skull Kid che protegge la Spada Suprema è confermato essere lo stesso di Majora's Mask.

### Trasposizione cinematografica
Il 7 novembre 2023 Nintendo annuncia l'inizio della pre-produzione di un adattamento cinematografico dal vivo di Legend of Zelda, con Miyamoto e Avi Arad alla produzione. Il film sarà una co-produzione Nintendo e Sony Pictures, ma la Nintendo stessa finanzierà più del 50% del film, mentre il regista sarà Wes Ball. Il film verrà distribuito sempre da Sony Pictures. il 28 marzo 2025 Nintendo annuncia la data di uscita dell film tramite l'app Nintendo today, il film sarà distribuito il 7 maggio 2027

### Cartone animato
Il cartone animato fu prodotto alla fine degli anni ottanta, ed era composto da tredici episodi. La trama più o meno è la stessa del videogame: Ganon, in possesso della Triforza del potere, vuole impadronirsi della Triforza della Saggezza posseduta da Zelda. La principessa e Link devono impedire che questo accada e rubare la Triforza del Potere. Il tono di molti episodi è tutt'altro che serio, con Link palesemente innamorato di Zelda ma che non riesce mai a ricevere, per un motivo o per un altro, un bacio dalla capricciosa principessa. Nel cartone Link è spesso accompagnato da una fata, Spryte. La serie è stata trasmessa da Fininvest all'inizio degli anni novanta con il titolo Un regno incantato per Zelda.

### Gioco da tavolo
La Milton Bradley produsse nel 1988 un gioco da tavolo di The Legend of Zelda. Supporta dal giocatore singolo fino a 4 giocatori, che muovono il proprio personaggio su un tabellone che rappresenta un vasto territorio, combattendo i tipici nemici del luogo con appositi dadi.